# Marie-Hélène Mathieu
Marie-Hélène Mathieu est née le 4 juillet 1929 à Tournus (Saône-et-Loire, France). Elle a consacré la majeure partie de sa vie à la personne handicapée, à sa famille et à son entourage.
Elle s'est fixé pour mission d'« Aider la personne ayant un handicap mental et sa famille à trouver leur place dans la société et dans l'Église ». À travers différents mouvements tels que l'Office chrétien des personnes handicapées ou Foi et Lumière International.

## Créations
Marie-Hélène Mathieu a durant sa carrière lancé de nombreuses initiatives afin de parvenir à venir en aide aux personnes ayant un handicap mental et à leurs familles. 
Elle fonde, en 1963, l'Office Chrétien des Personnes Handicapées l’OCH,, pour soutenir les familles. En 1968, elle crée la revue Ombres et Lumière. Le mouvement international Foi et Lumière, avec Jean Vanier en 1971, qui existe dans 80 pays avec 1 500 communautés regroupant plus de 50 000 membres dans le monde. Organisé en communautés de rencontre réunissant des personnes ayant un handicap mental, leurs familles et des amis; Le groupe Relais en 1982, aujourd'hui nommé Relais Lumière Espérance, groupe d'amitié et de prière au service des personnes malades psychiques et leur famille; Le groupe de travail et de communion Pierre-François Jamet en 1992; ainsi que L'association Simon de Cyrène en 2006, qui anime des lieux de vie communautaire.

## Parcours comme éducatrice spécialisée
Marie-Hélène Mathieu a été tour à tour : Secrétaire générale de la commission médico-pédagogique et psychosociale du Bureau International Catholique de l'Enfance BICE de 1956 à 1973 ; Présidente de l'Association chrétienne des éducateurs spécialisés UNAEDE de 1956 à 1971 ; Vice coordinatrice de l'Arche de 1972 à 1975 ; Administratrice du Secours catholique de 1979 à 1986 ; Administratrice de Radio Notre-Dame de 1986 à 1993.

## Responsabilités religieuses
Elle a durant sa carrière été membre du Conseil pontifical pour les laïcs, nommée par Jean-Paul II en 1984[réf. souhaitée] ; elle fut également la première femme à donner une Conférence de Carême à la cathédrale Notre-Dame de Paris en 1988[réf. souhaitée] ; expert pour le Saint-Siège dans le domaine des personnes handicapées de 2001 à 2004 au Conseil de l'Europe[réf. souhaitée] ; elle deviendra auditrice nommée par Benoît XVI au synode des Évêques sur l'eucharistie en 2005[réf. souhaitée].

## Publications
Chroniques régulières dans la revue Ombres et Lumière depuis sa création en 1968.
Ouvrages
- Mieux vaut allumer une lampe que maudire l'obscurité, Éd. OCH, 1981.
- Dieu m'aime comme je suis, Éd. Saint Paul, 2002.
- La lumière d'une rencontre. Quand la personne handicapée nous fait signe, Éd. Edifa-Mame, 2008.
- Plus jamais seuls : L’étonnante aventure de Foi et Lumière de Marie-Hélène Mathieu avec Jean Vanier.

DVD
- L'histoire de Foi et Lumière, 2006.
- Une voix pour les sans-voix, 2010.

## Distinctions
- Chevalière de la Légion d'honneur (1988)[9]
- Officière de la Légion d'honneur (1999)[9]
- Commandeure de la Légion d'honneur (2008)[1]
- Grande officière de la Légion d'honneur (2025)[10]
- Chevalière de l'ordre national du Mérite